# Tiflet
Tiflet är en stad i Marocko och är belägen i provinsen Khémisset som är en del av regionen Rabat-Salé-Kénitra. Folkmängden uppgick till 86 709 invånare vid folkräkningen 2014.